# 埃里卡·倫納德
埃里卡·倫納德（英語：Erika Leonard，1963年3月7日—），筆名為E·L·詹姆絲（E. L. James），是一位英國暢銷的情色小說作家，2011年出版處女作《格雷的五十道陰影》一鳴驚人，更在十一周內突破一百萬冊，打破了美國作家丹·布朗的《達文西密碼》的三十六周舊紀錄，《格雷的五十道陰影》又成為首本突破百萬大關的Kindle電子書，其作品更被電影公司買下版權。倫納德更因此成為《時代雜誌》2012年百大風雲人物。

## 個人簡歷
倫納德生活在倫敦西部，曾任職電視行政，其丈夫是編劇尼爾·倫納德（Niall Leonard），他們育有兩個十幾歲的兒子。大學時期，在肯特大學修讀歷史。